# Přepínač (GUI)

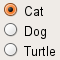
Vzhled widgetu přepínač v GTK+; je vybraná volba „Cat“.

Přepínač (anglicky radio button nebo option button) je ovládací prvek grafického uživatelského rozhraní, který umožňuje uživateli vybrat jednu hodnotu z předdefinované množiny vzájemně výlučných voleb. Nemožností výběru více než jedné z možností se přepínač odlišuje od podobně vypadajícího zaškrtávacího pole, u kterého může být vybraný libovolný počet položek (žádná, jedna nebo více) a které lze vrátit do stavu, kdy není vybrána žádná položka.
Přepínače jsou uspořádány do skupin po dvou nebo více volbách a zobrazeny obvykle jako sada kruhových políček každé s popiskem; každé kolečko může mít vnitřek buď nevyplněný (vypnutý, neaktivní, nevybraný) nebo vyplněný černým kroužkem (zapnutý, aktivní, vybraný). V rámci jedné skupiny se jednotlivé volby vzájemně vylučují; když uživatel vybere jednu volbu, všechny dříve vybrané volby ve stejné skupině se vypnou (ve výsledku je tedy vybraný pouze jeden přepínač). Výběr přepínače se provádí kliknutím myši na tlačítko nebo na jeho popisek nebo pomocí klávesové zkratky.
Na počátku nemusí být vybrán žádný z přepínačů ve skupině. Tento stav nelze normálním ovládáním prvku obnovit, ale může být možné jej docílit pomocí jiných prvků uživatelského rozhraní.

## Etymologie

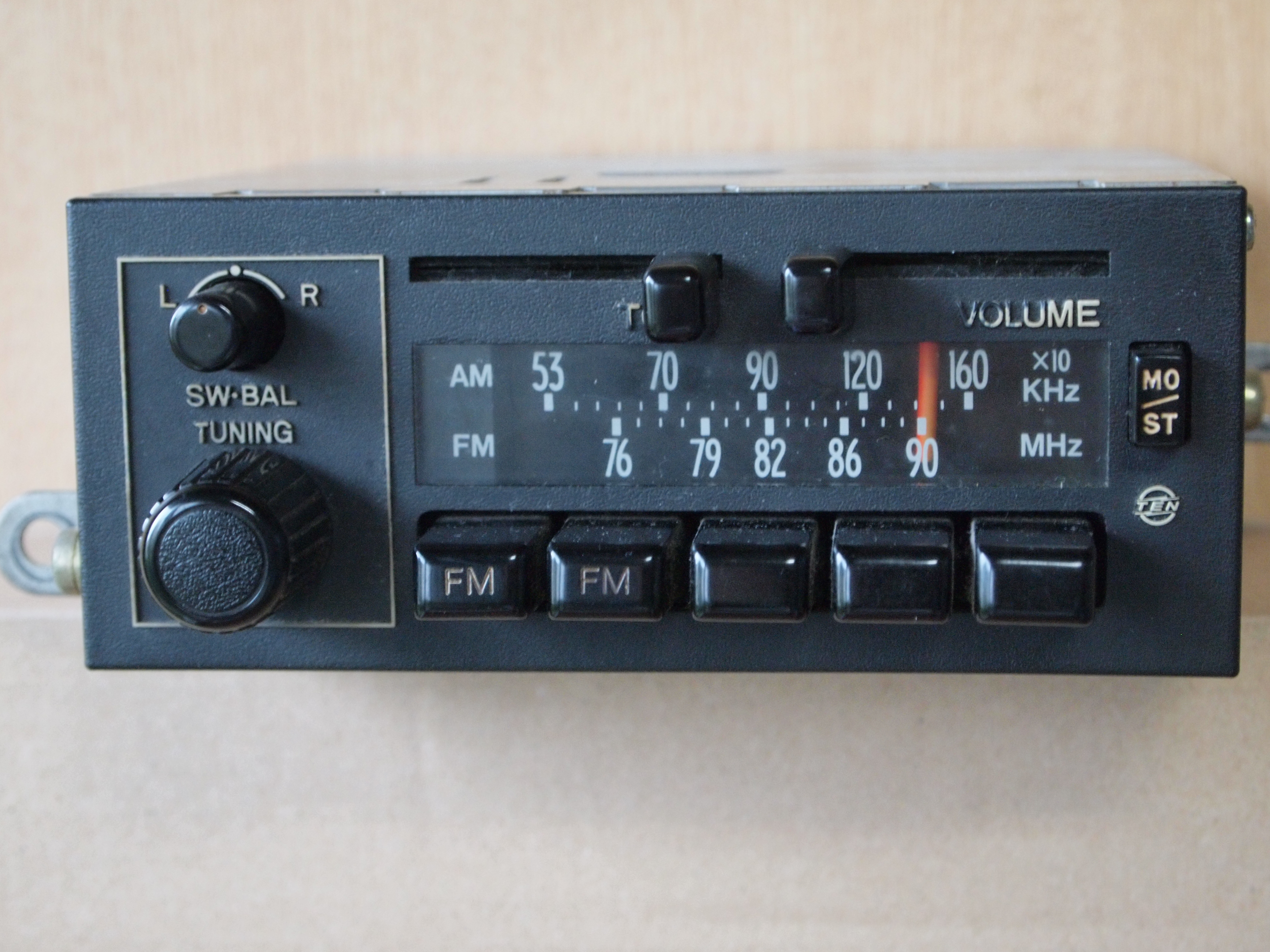
Rozhlasový přijímač s tlačítky, která inspirovala vzhled a název tohoto ovládacího prvku

Anglický název radio buttons upomíná na tlačítka používaná na starších rozhlasových přijímačích pro výběr vlnového rozsahu, na novějších pro výběr nastavené stanice. Tlačítka jsou mechanicky spojena tak, že když je jedno z tlačítek stisknuto, ostatní tlačítka se uvolní, takže v zapnutém stavu může být pouze jedno tlačítko.

## HTML
Ve webových formulářích HTML prvek <input type="radio"> slouží ke zobrazení přepínače. Příklad:
```
<
form
>

    
<
input
 
type
=
"radio"
 
name
=
"season"
 
value
=
"winter"
 
checked
>
Zima
    
<
input
 
type
=
"radio"
 
name
=
"season"
 
value
=
"spring"
>
Jaro
    
<
input
 
type
=
"radio"
 
name
=
"season"
 
value
=
"summer"
>
Léto
    
<
input
 
type
=
"radio"
 
name
=
"season"
 
value
=
"autumn"
>
Podzim

</
form
>

```

Rozdělení voleb do skupin se děje podle parametru name. V jedné skupině lze vybrat pouze jeden přepínač.
Není-li v HTML formuláři vybráno žádné tlačítko ve skupině, nebude při odeslání formuláře dvojice jméno-hodnota pro danou skupinu vůbec předána. Pokud by v vedeném příkladě nebyl použit u první možnosti parametr checked a uživatel by žádnou hodnotu nevybral, proměnná season by v datech úplně chyběla.

## Unicode
Standard Unicode od verze 6 obsahuje znak s kódovým bodem 128,280 (U+1F518), který reprezentuje aktivní hodnotu přepínače (🔘). Znak se nachází v části Různé symboly a piktografy. Podobné znaky jsou operátor tečka v kroužku (U+2299), rybí oko (U+25C9) a býčí oko (U+25CE).
Font Wingdings 2 obsahuje na pozicích 153 a 158 glyfy, které lze použít jako vypnutou a zapnutou volbu přepínače.